# NU Pavonis
Ne doit pas être confondu avec Nu Pavonis.
Désignations
NU Pavonis (en abrégé NU Pav, prononcé « N-U » et non « nu »), également connue comme HD 189124 ou HR 7625, est une étoile variable de cinquième magnitude de la constellation australe du Paon. Elle présente une parallaxe annuelle de 6,86 mas mesurée par le satellite Hipparcos, ce qui indique qu'elle est distante d'environ ∼ 480 a.l. (∼ 147 pc) de la Terre. Elle se rapproche du Système solaire à une vitesse radiale d'environ −10 km/s.
NU Pavonis est une étoile géante rouge de type spectral M6 III, actuellement située sur la branche asymptotique des géantes (AGB) du diagramme de Hertzsprung-Russell. C'est une variable semi-régulière de sous-type SRb dont la magnitude apparente varie entre 4,72 et 5,46. La période dominante de variation est de 86,5 jours, mais d'autres périodes de 59,0, 62,0, 87,0, 124,7 et de 272,5 jours ont également été détectées. Peter M. Corben est le premier à répertorier HR 7625 comme une possible étoile variable en 1971. On lui attribue sa désignation d'étoile variable de NU Pavonis en 1973.
Le rayon de l'étoile est autour de 200 fois plus grand que le rayon solaire et elle est plus de 7 400 fois plus lumineuse que le Soleil. Sa température de surface est de 3 516 K. Ses coordonnées sont connues pour être une source d'émission dans l'ultraviolet lointain. Ces rayons UV pourraient être émis par un compagnon en orbite.